# Рајхскомесаријат Украјина
Рајхскомесаријат Украјина је назив за административну територију формирану од стране Нацистичке Немачке у току Другог светског рата. Територија је постојала од 1941. до 1944. и није званично била део Немачког рајха, већ је имала сопствену цивилну управу коју су формирали Немци. Обухватала је велики део данашње Украјине и део данашње Белорусије.
На подручју овог рајхскомесаријата је успостављен цивилни окупациони режим, којем је на челу био рајхскомесар Ерих Кох. Седиште администрације је било у граду Ровно, на западу Украјине.